# Éguilly-sous-Bois
Éguilly-sous-Bois is een gemeente in het Franse departement Aube (regio Grand Est) en telt 110 inwoners (2005). De plaats maakt deel uit van het arrondissement Troyes.

## Geografie
De oppervlakte van Éguilly-sous-Bois bedraagt 10,4 km², de bevolkingsdichtheid is 10,6 inwoners per km².
De onderstaande kaart toont de ligging van Éguilly-sous-Bois met de belangrijkste infrastructuur en aangrenzende gemeenten.

## Demografie
Onderstaande figuur toont het verloop van het inwonertal (bron: INSEE-tellingen).

Vanwege een beveiligingsprobleem met de MediaWiki Graph-software is het momenteel niet mogelijk deze grafiek weer te geven. Zodra de software is bijgewerkt zal de grafiek vanzelf weer zichtbaar worden.